# Эйэн
Эйэн (яп. 永延 эйэн, бесконечная продолжительность) — девиз правления (нэнго) японского императора Итидзё с 987 по 989 год .

## Продолжительность
Начало и конец эры:
- 5-й день 4-й луны 3-го года Канна (по юлианскому календарю — 5 мая 987 года);
- 8-й день 8-й луны 3-го года Эйэн (по юлианскому календарю — 10 сентября 989 года).

## Происхождение
Название нэнго было заимствовано:
- из 75-го цзюаня «Ханьшу»:「永世延祚、不亦優乎」[4];
- из 90-го цзюаня «Хоу Ханьшу»:「豊千億之子孫、歴万載而永延」[4].

## События
- 987 год (10-я луна 1-го года Эйэн) — император нанёс визит в дом Фудзивары-но Канэиэ[6];
- 987 год (11-я луна 1-го года Эйэн) — император посетил святилище Ивасимидзу (яп. 石清水八幡宮)[6];
- 987 год (12-я луна 1-го года Эйэн) — император посетил храм Камо[6];
- 988 год (8-я луна 2-го года Эйэн) — Фудзивара-но Канэиэ пригласил к себе домой ряд придворных на званый вечер[6];
- 988 год (11-я луна 2-го года Эйэн) — император посетил дом Фудзивары-но Канэиэ и присоединился к празднованию 60-летия видного придворного[7];
- 989 год (8-я луна 3-го года Эйэн) — река Камо вышла из берегов[8].

## Сравнительная таблица
Ниже представлена таблица соответствия японского традиционного и европейского летосчисления. В скобках к номеру года японской эры указано название соответствующего года из 60-летнего цикла китайской системы гань-чжи. Японские месяцы традиционно названы лунами.
| 1-й год Эйэн (Огненная Свинья) | 1-я луна      | 2-я луна*  | 3-я луна  | 4-я луна* | 5-я луна  | 6-я луна              | 7-я луна* | 8-я луна   | 9-я луна*   | 10-я луна  | 11-я луна* | 12-я луна  |               |
| ------------------------------ | ------------- | ---------- | --------- | --------- | --------- | --------------------- | --------- | ---------- | ----------- | ---------- | ---------- | ---------- | ------------- |
| Юлианский календарь            | 1 февраля 987 | 3 марта    | 1 апреля  | 1 мая     | 30 мая    | 29 июня               | 29 июля   | 27 августа | 26 сентября | 25 октября | 24 ноября  | 23 декабря |               |
| 2-й год Эйэн (Земляная Крыса)  | 1-я луна*     | 2-я луна   | 3-я луна* | 4-я луна  | 5-я луна* | 5-я луна (високосная) | 6-я луна* | 7-я луна   | 8-я луна    | 9-я луна*  | 10-я луна  | 11-я луна  | 12-я луна*    |
| Юлианский календарь            | 22 января 988 | 20 февраля | 21 марта  | 19 апреля | 19 мая    | 17 июня               | 17 июля   | 15 августа | 14 сентября | 14 октября | 12 ноября  | 12 декабря | 11 января 989 |
| 3-й год Эйэн (Земляной Бык)    | 1-я луна*     | 2-я луна   | 3-я луна* | 4-я луна* | 5-я луна  | 6-я луна*             | 7-я луна  | 8-я луна   | 9-я луна    | 10-я луна* | 11-я луна  | 12-я луна  |               |
| Юлианский календарь            | 9 февраля 989 | 10 марта   | 9 апреля  | 8 мая     | 6 июня    | 6 июля                | 4 августа | 3 сентября | 3 октября   | 2 ноября   | 1 декабря  | 31 декабря |               |

* звёздочкой отмечены короткие месяцы (луны) продолжительностью 29 дней. Остальные месяцы длятся 30 дней.